# Тетерин, Евгений Ефимович
Евге́ний Ефи́мович Тете́рин (1905 — 1987) — советский актёр и режиссёр театра и кино. Заслуженный артист РСФСР (1958).

## Биография
Родился 9 (22 февраля) 1905 года в Москве. Окончил Студию сценических искусств МХАТ и студию Е. Б. Вахтангова (1926).
В 1929—1937 годах — актёр и режиссёр театра Санкультуры в Москве, в 1938—1940 годах — актёр театров в Орле и Ногинске, в 1940—1941 годах — киностудии «Мосфильм», в 1944—1946 годах — театра Музкомедии БССР, с 1946 года — Театра-студии киноактёра в Москве. Был женат на актрисе Валентине Михайловне Сорогожской.
Умер 19 марта 1987 года. Похоронен в Москве в колумбарии Донского кладбища (колумбарий 17, секция 12).

## Награды и звания
- заслуженный артист РСФСР (1958).

## Фильмография

### 1930-е
- 1938 — Болотные солдаты — Ганс

### 1940-е
- 1941 — Дело Артамоновых — Мирон, сын Алексея
- 1948 — Молодая гвардия — немецкий лейтенант
- 1949 — Звезда — немецкий генерал (в титрах не указан)

### 1950-е
- 1953 — Таинственная находка — капитан английского военного фрегата «Миранда»
- 1954 — Сёстры Рахмановы — Ллойд
- 1954 — Переполох (короткометражка) — Николай Сергеевич
- 1955 — Отелло — Брабанцио
- 1955 — Попрыгунья — доктор Фёдор Лукич Коростылёв
- 1955 — Крушение эмирата — Востросаблин
- 1955 — Урок жизни — Иван Тимофеевич, инженер
- 1956 — Главный проспект — Рудаков
- 1956 — Бессмертный гарнизон — пленный немец
- 1956 — Первые радости — Дорогомилов
- 1956 — Девочка и крокодил — папа Кати
- 1956 — Дело № 306 — Евгений Ефимович Голиков, эксперт-медик
- 1956 — Солдаты — Георгий Акимович, дядя Люси
- 1956 — Урок истории — Макс, подпольщик"" (нет в титрах)
- 1957 — Необыкновенное лето — Арсений Дорогомилов (нет в титрах)
- 1957 — К Чёрному морю — Александр Терентьевич, отец Ирины
- 1957 — Цель его жизни
- 1958 — Хождение по мукам — немец
- 1958 — Улица молодости — жилец
- 1959 — Муму — Харитон
- 1959 — Судьба человека — писатель
- 1959 — Баллада о солдате — начальник эшелона
- 1959 — Песня о Кольцове — Дацков

### 1960-е
- 1960 — Испытательный срок — Илья Борисович Кац, судебный медик
- 1960 — Люди моей долины — Слонь
- 1960 — Колыбельная — Михаил Яковлевич
- 1960 — Мичман Панин — Роберт Николаевич Вирен, военный губернатор Кронштадта
- 1960 — Тучи над Борском — Артемий Николаевич, сектант
- 1961 — Друг мой, Колька! — Фёдор Фёдорович, директор школы
- 1961 — Девять дней одного года — Евгений Григорьевич Покровский, профессор-биофизик
- 1962 — Исповедь — Благов
- 1963 — Слепая птица — профессор Арбатов
- 1963 — После свадьбы — Виталий Фадеевич Чернышёв, председатель колхоза
- 1963 — Тишины не будет — Андрей Ильич Озеров
- 1963 — Человек, который сомневается — Петров, адвокат Дуленко
- 1963 — Коротко лето в горах — Спиридонов
- 1964 — Возвращённая музыка — Самборский
- 1964 — До завтра...
- 1964 — Живёт такой парень — больной учитель, сосед по палате Пашки Колокольникова
- 1964 — Ноль три — Самойлов, доктор
- 1964 — Казнены на рассвете — первый сенатор
- 1965 — На завтрашней улице — Родионов
- 1965 — Музыканты одного полка — Борис Игнатьевич, полковник контрразведки
- 1966 — Серая болезнь
- 1966 — Туннель — полковник
- 1966 — Иду искать — профессор Кирилл Иванович Головин
- 1967 — И никто другой — Иван Афанасьевич
- 1967 — Майор «Вихрь» — «Седой»
- 1967 — Они живут рядом — мужчина, который отправляет телеграмму
- 1968 — Братья Карамазовы — отец Паисий
- 1968 — Крах — Владимир Бурцев
- 1969 — Мой папа — капитан — Иван Макарович Готовцев, капитан «Игарки»
- 1969 — Повесть о чекисте — главный инженер судоремонтного завода
- 1969 — Невероятный Иегудиил Хламида — эпизод
- 1969 — Адъютант его превосходительства — Старцев, нумизмат, курьер красных
- 1969 — Ищите и найдёте — «Слон»

### 1970-е
- 1970 — Кремлёвские куранты — Георгий Степанович Глаголев
- 1970 — Опекун — Кирилл Иванович
- 1970 — Счастье Анны — отец Анны
- 1971 — Вчера, сегодня и всегда — Иван Никитич Шеин
- 1971 — Егор Булычов и другие — доктор
- 1972 — Свеаборг — Жнов, полковник, начальник штаба
- 1974 — Вылет задерживается — дедушка
- 1974 — Исполнение желаний — антиквар
- 1975 — Лебединая песня (короткометражка) — суфлёр

### 1980-е
- 1980 — История одного подзатыльника — дедушка Славика
- 1983 — Ты мой восторг, моё мученье…

### Режиссёрские работы
- 1959 — Муму (совместно с А. Бобровским)